# Рудник Стормонт
Рудник Стормонт – дрібний гірничодобувний майданчик на австралійському острові Тасманія.
З 1927 по 1934 роки на Стормонті велась розробка за допомогою малого кар’єру та певних підземних робіт, при цьому всього вдалось вилучити 4 тонни бісмуту ( та менше трьох кілограмів золота).
У грудні 2013-го за новий етап розробки узялись компанії Torque Mining Ltd та Frontier Resources Ltd, що мали 90% та 10% участі в проекті відповідно. Розробку вели за допомогою кар’єру (глибина залягання покладу не перевищувала 40 метрів), а руду відправляли автотранспортом на розташовану за 130 кілометрів фабрику з вилучення золота рудника Біконсфілд. Всього за 2014 рік видобули 110 тисяч тонн руди з середнім вмістом золота 3,8 грами на тонну. Втім, вже у 2015-му розробка припинилась. Також можливо відзначити, що на цьому етапі розробки бісмут не вилучали, хоча його вміст в руді й становив 0,2%.